# 耶律雅里
耶律 雅里（やりつ がり、契丹音：ヤリュート・ヤーリ）は、北遼の第3代皇帝。

## 生涯
天祚帝の次男として生まれる。生母は蕭元妃（小字は貴哥。蕭奉先と蕭皇后の妹）。7歳の時に父帝から梁王に冊封された。
保大2年（1122年）2月に父帝が、入来山で金の太祖と戦って大敗し、長春に逃れた。すると3月、皇族の耶律大石が李処温らとともに、雅里の従大叔父の耶律淳を擁立し、勝手に天祚帝を「湘陰王」に格下げして「北遼」を建国してしまった（天錫帝）。しかし、天錫帝は6月に61歳で崩御し、その皇后だった徳妃蕭普賢女が摂政となり、同母弟で皇太子の秦王耶律定（天祚帝の五男）が擁立された。
しかし、保大3年（1123年）正月に金の太祖は都の南京を陥落させ、耶律大石らは蕭普賢女を奉じて、長春から雲中の陰山に移動していた天祚帝を頼った。だが、天祚帝は「おば」の蕭普賢女に対して、自分に無断で天錫帝を擁立し自分を「湘陰王」に格下げした罪を問い、陰山に逃げてきた2月に処刑してしまった。
同年5月、天祚帝に絶望した耶律大石ら遼の大臣たちは、再び「北遼」を建てて、父帝から自立した雅里をその皇帝に擁立して拝謁した。しかし雅里は同年10月に崩御した。享年31。
そのため、大臣たちは天錫帝の従弟の耶律朮烈を擁立した。

## 伝記資料
- 『遼史』巻三十
- 『松漠紀聞』